# Bagrat V de Georgia
Bagrat V, «el Grande» (en georgiano: ბაგრატ V დიდი, Bagrat V Didi) (muerto en 1393) fue un monarca del reino de Georgia del siglo XIV, hijo del rey  David IX con el que fue corregente desde 1355, y único rey después de su muerte en 1360.
Gobernante justo y popular, también es conocido como un soldado perfecto, fue bautizado como «Bagrat el Grande» por sus vasallos multi-étnicos. El cronista de Trebisonda Miguel Panaretos, que conocía personalmente al rey, lo describe como un «prominente y victorioso general».
A principios de su reinado, el país fue visitado nuevamente por la muerte Negra que cobró en 1366 la vida de Helena, la primera esposa de Bagrat. Después fue un aliado del kan de la Horda de Oro, Toqtamish en su guerra con Timur (también conocido como Tamerlán). A finales de otoño de 1386, un enorme ejército de Timur atacó Georgia. Tiflis fue sitiada y tomada el 22 de noviembre de 1386 después de un feroz combate. La ciudad fue saqueada y Bagrat V y su familia fueron encarcelados. Tomando ventaja de este desastre, el duque vasallo Alejandro I de Imericia se proclamó soberano independiente y fue coronado rey de Imericia en el monasterio de Gelati en 1387.
Con el fin de asegurar su liberación, Bagrat V aceptó convertirse en musulmán. Timur aceptó liberar Bagrat y enviarlo con 20.000 soldados mongoles de regreso a Georgia. Sin embargo, con la ayuda secreta de Bagrat, su hijo Jorge destruyó por completo un ejército mongol y liberó al rey que se reconvertiría al cristianismo. En la primavera de 1387, Timur nuevamente invadió Georgia, pero no pudo obligar a los georgianos a rendirse. Noticias de Persia (donde se había iniciado una revuelta durante la ausencia de Timur) y, más importante, de Azerbaiyán (enfoque de Toqtamish) obligaron a Timur a abandonar Georgia. En 1389, después de la muerte de Alejandro de Imerecia, Bagrat fue capaz de someter a su sucesor nuevamente como duque vasallo.
Bagrat V murió en 1393 dejando el trono a su hijo Jorge VII de Georgia.

## Matrimonio y descendencia
Bagrat V se casó con Helena, hija del emperador Basilio de Trebisonda. Ella murió de la Peste Negra en 1366 dejando dos hijos, Jorge VII y David. En junio de 1367, Bagrat se casó nuevamente con Ana, hija del nuevo emperador Alejo III de Trebisonda y de Teodora Cantacucena. Ella dio a luz a un hijo, Constantino I.